# Швырёв, Николай Дмитриевич
Николай Дмитриевич Швырёв — советский государственный,  хозяйственный и партийный деятель.

## Биография
Родился в 1939 году в Воронеже. Член КПСС.
С 1958 года — на хозяйственной, общественной и партийной работе.
В 1958 — 2001 гг.:
- мастер, прораб, главный инженер стройуправления № 3,
- начальник строительного управления, главный инженер треста «Уралавтострой»,
- второй ( 1979 - 1981 г.г.), первый (1981 - 1984 г.г. ) секретарь Миасского горкома КПСС,
- 1984 г. - секретарь, 1985 г. - второй секретарь,  1986 1989 г.г. - первый секретарь Челябинского обкома КПСС,
- 1989 - 1991 г.г.- заместитель министра строительства СССР в районах Урала и Западной Сибири,
- первый заместитель генерального директора ЗАО «Южуралстрой».

Избирался депутатом Верховного Совета СССР 11-го созыва.
Почётный гражданин города Миасса (2001).